# Incursions normandes a les illes Balears
Les incursions normandes a les Illes Balears es produïren al llarg del segle ix per la mobilització cap a la Mediterrània en cerca de fortuna. A la península Ibèrica arribaren primer per Galícia i després d'atacar les costes orientals, arribaren a l'arxipèlag balear.
Segons l'historiador Mn. Pere Xamena Fiol, una esquadra de normands que atacaren les Balears, arribaren a despoblar-la per complet (859).
El 1018 un nombrós destacament de pirates normands operaven per la mediterrània comandats per Roger de Tosny i atacaven als sarraïns de l'Emirat de Dàniyya i les Balears.
L'any 1109, durant la croada noruega es produí un atac normand, comandat per Sigurd I de Noruega, que atacà Formentera, Eivissa i Menorca, obtenint grans botins.
El poble normand era d'ascendència escandinava, en la seva majoria, vikings danesos, que assolien les terres del centre i sud d'Europa. Amb el rei Carles III de França, anomenat "El Simple", aconseguiran pel normands les terres de Normandia per establir-se. Canviaran de religió i pactaran aliances amb els principals regnes de l'Europa occidental.